# Валонгу (Авиш)
Валонгу (порт. Valongo; [vɐ'lõngu])  — фрегезия (район) в муниципалитете Авиш округа Порталегре в Португалии. Территория — 83,85 км². Население — 321 жителей. Плотность населения — 3,8 чел/км².